# Campeonato Femenino Sub-20 de la Concacaf de 2025
El Campeonato Femenino Sub-20 de la Concacaf de 2025 fue la XIII edición del torneo. Es el campeonato internacional bienal de fútbol juvenil organizado por Concacaf para los equipos nacionales sub-20 femeninos de la región de Norte, Centroamérica y el Caribe. Se disputó del 29 mayo al 8 de junio de 2025.
Los cuatro mejores equipos clasificaron a la Copa Mundial Femenina Sub-20 de 2026 en Polonia.

## Formato
El Campeonato Femenino Sub-20 de la CONCACAF de 2025 se divide en dos fases: preliminar (20 al 25 de febrero) y final (abril y mayo).
- Fase preliminar:

Los equipos clasificados a partir del lugar 3 y menores en la Clasificación de Selecciones Femeninas Sub-20 de la CONCACAF, publicada el 23 de septiembre de 2024, competirán en la fase preliminar. Los equipos se dividirán en seis grupos. Al finalizar la fase de grupos cada ganador de grupo avanzarán al torneo final. Veinticuatro equipos competirán por seis lugares disponibles para la fase final.
- Fase final:

Participarán los seis equipos provenientes de la fase preliminar y los dos equipos mejor clasificados dentro de la Clasificación de Selecciones Femeninas Sub-20 de la CONCACAF, publicada el 23 de septiembre de 2024, Estados Unidos y México.
El torneo final se organizará en dos grupos de cuatro equipos, los dos mejores de cada grupo clasificarán a las semifinales y obtendrán un boleto para la Copa Mundial Femenina Sub-20 de la FIFA 2026.

## Fase preliminar

### Sorteo preliminar
El sorteo preliminar se llevó a cabo el 13 de noviembre de 2024 en la sede de la CONCACAF en Miami. Los bombos fueron ordenados de acuerdo a la Clasificación de Selecciones Femeninas Sub-20 de la CONCACAF publicada el 23 de septiembre de 2024.
| Bombo 1                                                          | Bombo 2                                                         | Bombo 3                                                           | Bombo 4 |
| ---------------------------------------------------------------- | --------------------------------------------------------------- | ----------------------------------------------------------------- | --- |
| Canadá Costa Rica Haití Jamaica Puerto Rico República Dominicana | El Salvador Panamá Guyana Guatemala Trinidad y Tobago Nicaragua | Honduras Bermudas Cuba San Cristóbal y Nieves Islas Caimán Belice | San Vicente y las Granadinas Antigua y Barbuda Dominica Islas Vírgenes de los Estados Unidos Aruba Bonaire |

### Grupo A
Sede: Saint John, Antigua y Barbuda.

| Equipo            | Pts | PJ | PG | PE | PP | GF | GC | Dif | Clasificación |
| ----------------- | --- | -- | -- | -- | -- | -- | -- | --- | ------------- |
| Guyana            | 7   | 3  | 2  | 1  | 0  | 6  | 0  | 6   | Fase final    |
| Haití             | 6   | 3  | 2  | 0  | 1  | 7  | 2  | 5   |               |
| Antigua y Barbuda | 3   | 3  | 1  | 0  | 2  | 6  | 11 | -5  |               |
| Belice            | 1   | 3  | 0  | 1  | 2  | 3  | 9  | -6  |               |

| 21 de febrero de 2025 | Guyana | 0:0     | Belice | ABFA Technical Center, Saint John |                        |
|                       |        | Reporte |        | Árbitra: Vimarest Díaz            | Árbitra: Vimarest Díaz |

| 21 de febrero de 2025 | Haití                             | 3:1 | Antigua y Barbuda | ABFA Technical Center, Saint John |                      |
|                       | - E. Étienne 17' - Nazon 31', 52' |     | - Allen 9'        | Árbitra: Diana Pérez              | Árbitra: Diana Pérez |

| 23 de febrero de 2025 | Belice | 0:4 | Haití                                             | ABFA Technical Center, Saint John |                      |
|                       |        |     | - Crèvecoeur 22' - Sainvilus 25', 59' - Nazon 57' | Árbitra: Moïka Calme              | Árbitra: Moïka Calme |

| 23 de febrero de 2025 | Antigua y Barbuda | 0:5 | Guyana                                                 | ABFA Technical Center, Saint John |                       |
|                       |                   |     | - Mars 21', 63', 68' - Menilek 78' - Hughes 86' (a.g.) | Árbitra: Glenda López             | Árbitra: Glenda López |

| 25 de febrero de 2025 | Haití | 0:1 | Guyana        | ABFA Technical Center, Saint John |                      |
|                       |       |     | Fernandes 57' | Árbitra: Diana Pérez              | Árbitra: Diana Pérez |

| 25 de febrero de 2025 | Belice                                | 3:5 | Antigua y Barbuda                                                  | ABFA Technical Center, Saint John |                        |
|                       | - Velasquez 36', 79' - B. Pérez 45+1' |     | - Martin 22' - Allen 24' - Acal 28' (a.g.) - G. De Suza 38', 90+3' | Árbitra: Vimarest Díaz            | Árbitra: Vimarest Díaz |

### Grupo B
Sede: Santo Domingo, República Dominicana.

| Equipo                    | Pts | PJ | PG | PE | PP | GF | GC | Dif | Clasificación |
| ------------------------- | --- | -- | -- | -- | -- | -- | -- | --- | ------------- |
| Puerto Rico               | 7   | 3  | 2  | 1  | 0  | 11 | 2  | 9   | Fase final    |
| El Salvador               | 7   | 3  | 2  | 1  | 0  | 9  | 2  | 7   |               |
| Honduras                  | 3   | 3  | 1  | 0  | 2  | 7  | 4  | 3   |               |
| Islas Vírgenes de EE. UU. | 0   | 3  | 0  | 0  | 3  | 0  | 19 | -19 |               |

| 20 de febrero de 2025 | Puerto Rico                                                                         | 6:0 | Islas Vírgenes de EE. UU. | Estadio Olímpico Félix Sánchez, Santo Domingo |                        |
|                       | - Roberts 2' - Nieves-Melchor 3' - Gillespie 13', 55' - McMahon 51' - Rodríguez 90' |     |                           | Árbitra: Kedeen Foster                        | Árbitra: Kedeen Foster |

| 20 de febrero de 2025 | El Salvador   | 1:0 | Honduras | Estadio Olímpico Félix Sánchez, Santo Domingo |                          |
|                       | J. Torres 50' |     |          | Árbitra: Marianela Araya                      | Árbitra: Marianela Araya |

| 22 de febrero de 2025 | Honduras | 0:3 | Puerto Rico                                               | Estadio Olímpico Félix Sánchez, Santo Domingo |                         |
|                       |          |     | - McMahon 30' (pen.) - Ordóñez 72' (a.g.) - Gillespie 80' | Árbitra: Érika González                       | Árbitra: Érika González |

| 22 de febrero de 2025 | Islas Vírgenes de EE. UU. | 0:6 | El Salvador                                                      | Estadio Olímpico Félix Sánchez, Santo Domingo |                            |
|                       |                           |     | - Butz 24' - Buerger 42', 90+1' - Alvarenga 54', 80' - Marín 87' | Árbitra: Nathalya Williams                    | Árbitra: Nathalya Williams |

| 24 de febrero de 2025 | Honduras                                                              | 7:0 | Islas Vírgenes de EE. UU. | Estadio Olímpico Félix Sánchez, Santo Domingo |                        |
|                       | - Santos 16', 40', 83' - Ferrera 48' - Rodríguez 57', 60' - Gómez 86' |     |                           | Árbitra: Kedeen Foster                        | Árbitra: Kedeen Foster |

| 24 de febrero de 2025 | Puerto Rico                | 2:2 | El Salvador                 | Estadio Olímpico Félix Sánchez, Santo Domingo |                          |
|                       | - McMahon 28' - Cheema 36' |     | - Alvarenga 73' - Villa 80' | Árbitra: Marianela Araya                      | Árbitra: Marianela Araya |

### Grupo C
Sede: Santo Domingo, República Dominicana.

| Equipo               | Pts | PJ | PG | PE | PP | GF | GC | Dif | Clasificación |
| -------------------- | --- | -- | -- | -- | -- | -- | -- | --- | ------------- |
| Panamá               | 7   | 3  | 2  | 1  | 0  | 16 | 1  | 15  | Fase final    |
| República Dominicana | 7   | 3  | 2  | 1  | 0  | 10 | 1  | 9   |               |
| Cuba                 | 3   | 3  | 1  | 0  | 2  | 6  | 3  | 3   |               |
| Bonaire              | 0   | 3  | 0  | 0  | 3  | 0  | 27 | -27 |               |

| 21 de febrero de 2025 | Panamá                            | 2:0 | Cuba | Estadio Olímpico Félix Sánchez, Santo Domingo |                        |
|                       | - King 31' (pen.) - Onodera 90+3' |     |      | Árbitra: Dilia Bradley                        | Árbitra: Dilia Bradley |

| 21 de febrero de 2025 | República Dominicana                                                                    | 8:0 | Bonaire | Estadio Olímpico Félix Sánchez, Santo Domingo |                           |
|                       | - Mercedes 3', 54', 58' - Barker 23' - Espinal 46' - Je. Díaz 49', 52' - Vallecillo 72' |     |         | Árbitra: Saphire Stockman                     | Árbitra: Saphire Stockman |

| 23 de febrero de 2025 | Bonaire | 0:13 | Panamá | Estadio Olímpico Félix Sánchez, Santo Domingo |                           |
|                       |         |      | - Madrid 7' - Onodera 13' - Arosemena 29', 42' - Bello 47', 90+3' - Santos 51' - Mow 60', 69', 85' (pen.) - Mitre 72' - Rivera 82' - Ríos 86' | Árbitra: Francia González                     | Árbitra: Francia González |

| 23 de febrero de 2025 | Cuba | 0:1 | República Dominicana | Estadio Olímpico Félix Sánchez, Santo Domingo |                         |
|                       |      |     | Vallecillo 90+4'     | Árbitra: Marjorie Ponce                       | Árbitra: Marjorie Ponce |

| 25 de febrero de 2025 | Cuba                                                                                | 6:0 | Bonaire | Estadio Olímpico Félix Sánchez, Santo Domingo |                        |
|                       | - Castellanos 43', 67', 90+2' - Lore. Leiva 45+2' - Ortega 83' - Illidge 89' (a.g.) |     |         | Árbitra: Dilia Bradley                        | Árbitra: Dilia Bradley |

| 25 de febrero de 2025 | República Dominicana | 1:1 | Panamá  | Estadio Olímpico Félix Sánchez, Santo Domingo |                           |
|                       | Mercedes 60'         |     | Mow 60' | Árbitra: Francia González                     | Árbitra: Francia González |

### Grupo D
Sede: Managua, Nicaragua.

| Equipo                       | Pts | PJ | PG | PE | PP | GF | GC | Dif | Clasificación |
| ---------------------------- | --- | -- | -- | -- | -- | -- | -- | --- | ------------- |
| Nicaragua                    | 7   | 3  | 2  | 1  | 0  | 14 | 1  | 13  | Fase final    |
| Jamaica                      | 7   | 3  | 2  | 1  | 0  | 12 | 1  | 11  |               |
| San Vicente y las Granadinas | 3   | 3  | 1  | 0  | 2  | 1  | 12 | -11 |               |
| San Cristóbal y Nieves       | 0   | 3  | 0  | 0  | 3  | 0  | 13 | -13 |               |

| 20 de febrero de 2025 | Jamaica                                                                                                  | 7:0 | San Vicente y las Granadinas | Estadio Nacional de Fútbol, Managua |                          |
|                       | - Stephenson 15', 45+3', 60' - Av. Johnson 25' - M. Raghunandanan 29' - Cox-McPherson 42' - A. Smith 45' |     |                              | Árbitra: Isabelle Duclos            | Árbitra: Isabelle Duclos |

| 20 de febrero de 2025 | Nicaragua                                                                                   | 8:0 | San Cristóbal y Nieves | Estadio Nacional de Fútbol, Managua |                       |
|                       | - Sarantes 5', 43' - Toval 14' - Garache 16' - Manzanares 79', 88' - Pavón 90' - Mesa 90+6' |     |                        | Árbitra: Cecile Hinds               | Árbitra: Cecile Hinds |

| 22 de febrero de 2025 | San Cristóbal y Nieves | 0:4 | Jamaica                                            | Estadio Nacional de Fútbol, Managua |                          |
|                       |                        |     | - Lue 14' - M. Raghunandanan 24', 26' - Powell 45' | Árbitra: Génesis de León            | Árbitra: Génesis de León |

| 22 de febrero de 2025 | San Vicente y las Granadinas | 0:5 | Nicaragua                                                  | Estadio Nacional de Fútbol, Managua |                        |
|                       |                              |     | - Ad. Munguia 14', 69' - Garache 18', 85' - Manzanares 49' | Árbitra: Belkis Flores              | Árbitra: Belkis Flores |

| 24 de febrero de 2025 | San Cristóbal y Nieves | 0:1 | San Vicente y las Granadinas | Estadio Nacional de Fútbol, Managua |                       |
|                       |                        |     | Hunte 90+1'                  | Árbitra: Cecile Hinds               | Árbitra: Cecile Hinds |

| 24 de febrero de 2025 | Jamaica      | 1:1 | Nicaragua       | Estadio Nacional de Fútbol, Managua |                          |
|                       | A. Smith 44' |     | Ad. Munguia 88' | Árbitra: Isabelle Duclos            | Árbitra: Isabelle Duclos |

### Grupo E
Sede: Couva, Trinidad y Tobago.

| Equipo            | Pts | PJ | PG | PE | PP | GF | GC | Dif | Clasificación |
| ----------------- | --- | -- | -- | -- | -- | -- | -- | --- | ------------- |
| Canadá            | 9   | 3  | 3  | 0  | 0  | 43 | 0  | 43  | Fase final    |
| Trinidad y Tobago | 6   | 3  | 2  | 0  | 1  | 10 | 12 | -2  |               |
| Dominica          | 3   | 3  | 1  | 0  | 2  | 2  | 30 | -28 |               |
| Bermudas          | 0   | 3  | 0  | 0  | 3  | 1  | 14 | -13 |               |

| 21 de febrero de 2025 | Canadá | 22:0 | Dominica | Estadio Ato Boldon, Couva  |                            |
|                       | - Larouche 5', 27', 31' - Hunter 7', 22', 45', 54', 61' (pen.) - Gibson 9' - Collin 11', 76' - Greco 35' - Chukwu 37', 45+3' (pen.) - Blundell 48', 69', 88' - El Mokbel 65', 75', 90', 90+2' - Oching 73' |      |          | Árbitra: Shandor Wilkinson | Árbitra: Shandor Wilkinson |

| 21 de febrero de 2025 | Trinidad y Tobago                  | 3:0 | Bermudas | Estadio Ato Boldon, Couva |                          |
|                       | - Martin 66', 90+1' - Campbell 78' |     |          | Árbitra: Odette Hamilton  | Árbitra: Odette Hamilton |

| 23 de febrero de 2025 | Bermudas | 0:9 | Canadá | Estadio Ato Boldon, Couva |                      |
|                       |          |     | - Hunter 16' - Blundell 18' - Melenhorst 23' - Hernandez Gray 46', 58' - Kettles 65', 90+2' - Chukwu 75', 90+3' | Árbitra: Mirian León      | Árbitra: Mirian León |

| 23 de febrero de 2025 | Dominica | 0:7 | Trinidad y Tobago                                                            | Estadio Ato Boldon, Couva |                          |
|                       |          |     | - Goodridge 12' - Martin 17' - Alexander 24', 31', 66', 71' - Campbell 90+2' | Árbitra: Neressa Goldson  | Árbitra: Neressa Goldson |

| 25 de febrero de 2025 | Bermudas  | 1:2 | Dominica                  | Estadio Ato Boldon, Couva  |                            |
|                       | Patton 4' |     | - Phillip 11' - Forde 17' | Árbitra: Shandor Wilkinson | Árbitra: Shandor Wilkinson |

| 25 de febrero de 2025 | Canadá | 12:0 | Trinidad y Tobago | Estadio Ato Boldon, Couva |                          |
|                       | - Chukwu 6', 11', 56' - Hunter 8' - Larouche 36' - Perrault 50' - Hernandez Gray 54' - Blundell 71', 85', 90' - Melenhorst 74' - Kettles 90+2' |      |                   | Árbitra: Odette Hamilton  | Árbitra: Odette Hamilton |

### Grupo F
Sede: Couva, Trinidad y Tobago.

| Equipo       | Pts | PJ | PG | PE | PP | GF | GC | Dif | Clasificación |
| ------------ | --- | -- | -- | -- | -- | -- | -- | --- | ------------- |
| Costa Rica   | 9   | 3  | 3  | 0  | 0  | 14 | 0  | 14  | Fase final    |
| Guatemala    | 4   | 3  | 1  | 1  | 1  | 5  | 5  | 0   |               |
| Aruba        | 4   | 3  | 1  | 1  | 1  | 3  | 6  | -3  |               |
| Islas Caimán | 0   | 3  | 0  | 0  | 3  | 0  | 11 | -11 |               |

| 20 de febrero de 2025 | Costa Rica                                            | 4:0 | Aruba | Estadio Ato Boldon, Couva |                         |
|                       | - Thomas 7' - V. Vargas 83' - Scott 89', 90+3' (pen.) |     |       | Árbitra: Sandra Benítez   | Árbitra: Sandra Benítez |

| 20 de febrero de 2025 | Guatemala                                     | 3:0 | Islas Caimán | Estadio Ato Boldon, Couva |                         |
|                       | - F. Álvarez 13' - Fernández 38' - Franco 72' |     |              | Árbitra: Priscila Pérez   | Árbitra: Priscila Pérez |

| 22 de febrero de 2025 | Islas Caimán | 0:7 | Costa Rica                                                                  | Estadio Ato Boldon, Couva |                         |
|                       |              |     | - Taylor 2', 45+1' - Scott 7', 30' - Sanabria 37' - Ruiz 56' - Paniagua 88' | Árbitra: Kartiza Guerra   | Árbitra: Kartiza Guerra |

| 22 de febrero de 2025 | Aruba           | 2:2 | Guatemala                     | Estadio Ato Boldon, Couva   |                             |
|                       | Rogers 43', 65' |     | - Fernández 35' - Polanco 89' | Árbitra: Smeedly Saint-Jean | Árbitra: Smeedly Saint-Jean |

| 24 de febrero de 2025 | Islas Caimán | 0:1 | Aruba      | Estadio Ato Boldon, Couva |                         |
|                       |              |     | Rogers 59' | Árbitra: Sandra Benítez   | Árbitra: Sandra Benítez |

| 24 de febrero de 2025 | Costa Rica                                   | 3:0 | Guatemala | Estadio Ato Boldon, Couva |                         |
|                       | - A. González 57' - Thomas 68' - Scott 90+1' |     |           | Árbitra: Priscila Pérez   | Árbitra: Priscila Pérez |

## Fase final
Los seis equipos ganadores de cada grupo de la fase preliminar, avanzaron a la fase final, donde se unieron a Estados Unidos y México quienes eran los dos mejores posicionados en la Clasificación de Selecciones Nacionales Femeninas Sub-20 de la CONCACAF publicada el 23 de septiembre de 2024.

### Equipos participantes
Participarán ocho equipos nacionales de fútbol afiliadas a la Concacaf, divididas en dos grupos.
| Equipos participantes | Equipos participantes | Equipos participantes | Equipos participantes | Equipos participantes |
| --------------------- | --------------------- | --------------------- | --------------------- | --------------------- |
| Canadá                | Estados Unidos        | México                | Panamá                |                       |
| Costa Rica            | Guyana                | Nicaragua             | Puerto Rico           |                       |

### Sorteo final
El sorteo final se realizará el 26 de marzo de 2025 en Miami, Estados Unidos, sede de la CONCACAF. Los bombos fueron ordenados de acuerdo a la Clasificación de Selecciones Femeninas Sub-20 de la CONCACAF publicada el 6 de marzo de 2025.
| Bombo 1               | Bombo 2           | Bombo 3            | Bombo 4          |
| --------------------- | ----------------- | ------------------ | ---------------- |
| Estados Unidos México | Canadá Costa Rica | Puerto Rico Panamá | Guyana Nicaragua |

### Sede
| Alajuela                      | Alajuela |
| ----------------------------- | -------- |
| Estadio Alejandro Morera Soto | Alajuela |
| Capacidad: 17.895             | Alajuela |
|                               | Alajuela |

## Fase de grupos
– Clasificada a semifinales y a la Copa Mundial Femenina Sub-20 de 2026.
Los partidos se muestran en hora local (UTC-6).

### Grupo A
| Selección      | Pts. | PJ | PG | PE | PP | GF | GC | Dif |
| -------------- | ---- | -- | -- | -- | -- | -- | -- | --- |
| Estados Unidos | 9    | 3  | 3  | 0  | 0  | 15 | 1  | +14 |
| Costa Rica     | 4    | 3  | 1  | 1  | 1  | 9  | 4  | +5  |
| Puerto Rico    | 4    | 3  | 1  | 1  | 1  | 8  | 3  | +5  |
| Guyana         | 0    | 3  | 0  | 0  | 3  | 0  | 24 | -24 |

| 30 de mayo de 2025 | Estados Unidos                                                                         | 8:0 (6:0) | Guyana | Estadio Alejandro Morera Soto, Alajuela |                        |
| 11:00              | - Engle 5', 24', 41', 48' - Fuller 13' (pen.) - Strawn 25' - Ullmark 37' - Johnson 77' | Reporte   |        | Árbitra: Lizzet García                  | Árbitra: Lizzet García |

| 30 de mayo de 2025 | Costa Rica | 0:0     | Puerto Rico | Estadio Alejandro Morera Soto, Alajuela |                        |
| 14:00              |            | Reporte |             | Árbitra: Vimarest Díaz                  | Árbitra: Vimarest Díaz |

| 1 de junio de 2025 | Puerto Rico | 1:3 (0:2) | Estados Unidos             | Estadio Alejandro Morera Soto, Alajuela |                        |
| 11:00              | Gaines 67'  | Reporte   | - Scott 4' - Long 24', 65' | Árbitra: Dilia Bradley                  | Árbitra: Dilia Bradley |

| 1 de junio de 2025 | Guyana | 0:9 (0:5) | Costa Rica                                                                                         | Estadio Alejandro Morera Soto, Alajuela |                      |
| 14:00              |        | Reporte   | - Scott 5' (pen.), 22' (pen.), 25', 45+6', 90+5' - Azofeifa 29', 90+3' - Paniagua 63' - Ocampo 84' | Árbitra: Merlin Soto                    | Árbitra: Merlin Soto |

| 3 de junio de 2025 | Puerto Rico                                                             | 7:0 (3:0) | Guyana | Estadio Alejandro Morera Soto, Alajuela |                      |
| 11:00              | - McMahon 5', 85' - González 9' - Roberts 34', 90+3' - Garnett 59', 68' | Reporte   |        | Árbitra: Merlin Soto                    | Árbitra: Merlin Soto |

| 3 de junio de 2025 | Estados Unidos                                        | 4:0 (1:0) | Costa Rica | Estadio Alejandro Morera Soto, Alajuela |                        |
| 14:00              | - Ullmark 22' - Long 60' - Restovich 65' - Fuller 87' | Reporte   |            | Árbitra: Lizzet García                  | Árbitra: Lizzet García |

### Grupo B
| Selección | Pts. | PJ | PG | PE | PP | GF | GC | Dif |
| --------- | ---- | -- | -- | -- | -- | -- | -- | --- |
| México    | 9    | 3  | 3  | 0  | 0  | 14 | 2  | +12 |
| Canadá    | 6    | 3  | 2  | 0  | 1  | 13 | 6  | +7  |
| Panamá    | 3    | 3  | 1  | 0  | 2  | 5  | 12 | -7  |
| Nicaragua | 0    | 3  | 0  | 0  | 3  | 2  | 14 | -12 |

| 29 de mayo de 2025 | Canadá                                                                                                | 7:1 (5:1) | Panamá   | Estadio Alejandro Morera Soto, Alajuela |                      |
| 11:00              | - Collin 12' - Hernandez Gray 18' - Chukwu 21', 45+1' - Larouche 45+9' - Schoeley 85' - Tarasco 90+3' | Reporte   | King 24' | Árbitra: Deily Gómez                    | Árbitra: Deily Gómez |

| 29 de mayo de 2025 | México                                                             | 6:0 (4:0) | Nicaragua | Estadio Alejandro Morera Soto, Alajuela |                         |
| 14:00              | - Fragoso 2', 61' - Saldívar 9', 26' - Valadez 40' - Ali. Soto 64' | Reporte   |           | Árbitra: Alyssa Nichols                 | Árbitra: Alyssa Nichols |

| 31 de mayo de 2025 | Nicaragua           | 1:4 (1:3) | Canadá                                                                   | Estadio Alejandro Morera Soto, Alajuela |                         |
| 11:00              | Sarantes 37' (pen.) | Reporte   | - Ad. Munguia 23' (a.g.) - Melenhorst 45+3' - Chukwu 45+8' - Tarasco 85' | Árbitra: Crystal Sobers                 | Árbitra: Crystal Sobers |

| 31 de mayo de 2025                                                                           | Panamá | 0:4 (0:2) | México                                                  | Estadio Alejandro Morera Soto, Alajuela |                          |
| 14:00                                                                                        |        | Reporte   | - Ramírez 2', 43' - Ali. Soto 47' (pen.) - Saldívar 86' | Árbitra: Janeishka Caban                | Árbitra: Janeishka Caban |
| Partido demorado en el minuto 30 debido a una tormenta eléctrica, se reanudó 1 hora después. |        |           |                                                         |                                         |                          |

| 2 de junio de 2025 | Panamá                                  | 4:1 (2:0) | Nicaragua       | Estadio Alejandro Morera Soto, Alajuela |                      |
| 11:00              | - Pérez 16', 48' - King 32' - Bello 82' | Reporte   | Ad. Munguia 75' | Árbitra: Deily Gómez                    | Árbitra: Deily Gómez |

| 2 de junio de 2025                                                                    | México                                                     | 4:2 (3:1) | Canadá                        | Estadio Alejandro Morera Soto, Alajuela |                         |
| 14:00                                                                                 | - Okeke 26' (a.g.) - M. González 37' - Saldívar 45+2', 84' | Reporte   | - Melenhorst 18' - Chukwu 59' | Árbitra: Alyssa Nichols                 | Árbitra: Alyssa Nichols |
| Partido demorado en el minuto 30 debido a una intensa lluvia, se reanudó a las 17:10. |                                                            |           |                               |                                         |                         |

## Fase de eliminatorias

### Cuadro de desarrollo
|  | Semifinales    | Semifinales    |        |   | Final | Final |
|  |                |                |        |   |       |       |
|  |                |                |        |   |       |       |
|  |                |                |        |   |       |       |
|  | México         | 4              |        |   |       |       |
|  | México         | 4              |        |   |       |       |
|  | Costa Rica     | 0              |        |   |       |       |
|  | Costa Rica     | 0              | México | 2 |       |       |
|  |                |                | México | 2 |       |       |
|  |                | Canadá (t. s.) | 3      |   |       |       |
|  | Estados Unidos | Canadá (t. s.) | 3      | 0 |       |       |
|  | Estados Unidos |                |        | 0 |       |       |
|  | Canadá         | 1              |        |   |       |       |
|  | Canadá         | 1              |        |   |       |       |

### Semifinales
| 6 de junio de 2025 | Estados Unidos | 0:1 (0:0) | Canadá       | Estadio Alejandro Morera Soto, Alajuela |                          |
| 9:30               |                | Reporte   | Larouche 56' | Árbitra: Janeishka Caban                | Árbitra: Janeishka Caban |

| 6 de junio de 2025 | México                                         | 4:0 (3:0) | Costa Rica | Estadio Alejandro Morera Soto, Alajuela |                        |
| 12:30              | - Saldívar 6' - Muñoz 26' - Ali. Soto 44', 78' | Reporte   |            | Árbitra: Vimarest Díaz                  | Árbitra: Vimarest Díaz |

### Final
| 8 de junio de 2025 | México                   | 2:3 (1:1, 0:0) (t. s.) | Canadá                                      | Estadio Alejandro Morera Soto, Alajuela |                        |
| 11:30              | Saldívar 61' (pen.), 98' | Reporte                | - Gibson 50' - Bianchin 96' - Chukwu 120+2' | Árbitra: Dilia Bradley                  | Árbitra: Dilia Bradley |

|                            |
| Bandera de Canadá          |
| Campeón Canadá 3.er título |

## Estadísticas

### Tabla general
| Equipo | Equipo         | Pts. | PJ | PG | PE | PP | GF | GC | Dif. |
| ------ | -------------- | ---- | -- | -- | -- | -- | -- | -- | ---- |
| 1      | Canadá         | 12   | 5  | 4  | 0  | 1  | 17 | 8  | +9   |
| 2      | México         | 12   | 5  | 4  | 0  | 1  | 20 | 5  | +15  |
| 3      | Estados Unidos | 9    | 4  | 3  | 0  | 1  | 15 | 2  | +13  |
| 4      | Costa Rica     | 4    | 4  | 1  | 1  | 2  | 9  | 8  | +1   |
| 5      | Puerto Rico    | 4    | 3  | 1  | 1  | 1  | 8  | 3  | +5   |
| 6      | Panamá         | 3    | 3  | 1  | 0  | 2  | 5  | 12 | -7   |
| 7      | Nicaragua      | 0    | 3  | 0  | 0  | 3  | 2  | 14 | -12  |
| 8      | Guyana         | 0    | 3  | 0  | 0  | 3  | 0  | 24 | -24  |

### Goleadoras
| Jugadora            | Selección      | Goles |
| ------------------- | -------------- | ----- |
| Montserrat Saldívar | México         | 8     |
| Annabelle Chukwu    | Canadá         | 5     |
| Sheika Scott        | Costa Rica     | 5     |
| Izzy Engle          | Estados Unidos | 4     |
| Alice Soto          | México         | 4     |
| Mary Long           | Estados Unidos | 3     |

## Clasificados aPolonia 2026
| Bandera de Canadá | Bandera de México | Bandera de Estados Unidos | Bandera de Costa Rica |
| Canadá            | México            | Estados Unidos            | Costa Rica            |
| 31/5/2025         | 31/5/2025         | 1/6/2025                  | 3/6/2025              |

## Premios
| Premio        |  | Jugadora            | Selección |
| ------------- |  | ------------------- | --------- |
| Balón de Oro  |  | Montserrat Saldívar | México    |
| Bota de Oro   |  | Montserrat Saldívar | México    |
| Guante de Oro |  | Noelle Henning      | Canadá    |

| Premio                                |  | Selección |
| ------------------------------------- |  | --------- |
| Premio al Juego Limpio de la CONCACAF |  | Canadá    |

MEJOR XI
| Portera        | Defensoras                                  | Mediocampistas                                           | Delanteras                                        |
| -------------- | ------------------------------------------- | -------------------------------------------------------- | ------------------------------------------------- |
| Noelle Henning | Jadea Collin Estefanía González Katie Scott | Linda Ullmark Abril Fragoso Teegan Melenhorst Alice Soto | Montserrat Saldívar Annabelle Chukwu Sheika Scott |